# Colibri (Yoko Tsuno)
 (novembre 2018).
- Si vous ne connaissez pas le sujet, laissez ce bandeau (vous pouvez alors contacter les auteurs).
- Si vous supprimez le contenu mis en cause (vous pouvez préalablement contacter les auteurs),

argumentez précisément cette suppression dans la page de discussion
(un manque de référence n'est pas un argument ; une recherche réelle de référence doit avoir été effectuée, être formellement documentée).
Le Colibri  est un prototype d'avion biréacteur fictif de la bande dessinée Yoko Tsuno conçu par l'auteur Roger Leloup.

## Caractéristiques
Produit par la Swiss Aircraft Limited, entreprise contrôlée par Peter Hertzel, le Colibri est un petit avion, avec une aile de type delta avec des plans canard, dont Yoko Tsuno est chargé du développement dans le tome 15, Le Canon de Kra, paru en 1985. La partie inférieure loge deux turboréacteurs Microturbo TR-60-20 de 500 kg de poussée et les trois trains d'atterrissage, dont le Colibri peut se séparer pour devenir un planeur de 375 kg (poids du pilote compris) qu'un parachute fait toucher le sol en douceur. Il peut être transporté sur le dos du Kawasaki C-1.
Roger Leloup explique ainsi sa démarche : « Je voulais donner à Yoko son petit avion indépendant. Elle n'aurait assurément pas pu se le payer seule. Un tel prototype est unique au monde : c'est un appareil que j'ai complètement inventé ! La cellule du dessus, avec l'équipement électronique miniaturisé, fait seulement trois cent cinquante à quatre cents kilos grâce à une coque en fibre de carbone très légère, la partie du dessous avec ses réacteurs est détachable : l'appareil se transforme ainsi en planeur le cas échéant. On peut changer le mode de propulsion selon les nécessités et j'ai en vue un futur Colibri à décollage vertical pour un projet qui ferait en quelque sorte suite à L'Or du Rhin. » Sa passion pour les avions civils passés ou imaginaires se retrouve aussi avec le Tsar : « Vous remarquerez quelque chose dans Yoko : vous ne verrez jamais d’avions de guerre ! Ce que j’aime bien, c’est créer des avions qui n’existent pas et de faire croire qu’ils existent ! Un petit peu comme le « Tsar » ou le « Colibri ». Et je préfère l’aviation civile, j’en ai vu assez dans ma vie des machines à tuer ! »
Immatriculé HB-WIN, l'avion de Yoko est équipé d'un radar millimétrique et de missiles anti-missiles. Yoko a peint son blason sur la dérive. Son système propulsif endommagé, Yoko s'en sépare grâce aux boulons explosifs qui le relient à la cellule,.
Entièrement né de l'imagination de Roger Leloup, celui-ci lui a donné les caractéristiques - réalistes - suivantes:
- envergure : 5,20 m
- longueur : 8,20 m
- poids à vide : 700 kg
- poids maxi : 1 250 kg
- plafond : 12 000 m
- vitesse de croisière : 600 km/h
- vitesse : mach 0,4 à 0,9
- autonomie : 1 500 km (2 200 km avec des réservoirs supplémentaires)

Dans Le Matin du monde (tome 17), Yoko utilise pour transporter Rosée du matin une seconde version biplace du prototype, dont l'ordinateur de bord a été reculé, les ailes dotées de winglets et de réservoirs additionnels,.